# Damaeus costanotus
Damaeus costanotus är en kvalsterart som beskrevs av Wang och Norton 1989. Damaeus costanotus ingår i släktet Damaeus och familjen Damaeidae. Inga underarter finns listade i Catalogue of Life.